# Шаттык
Шаттык (каз. Шаттық, до 2001 г. — Дружба) — село в Мактааральском районе Туркестанской области Казахстана. Входит в состав Мактааральского сельского округа. Код КАТО — 514477400.

## Население
В 1999 году население села составляло 1648 человек (820 мужчин и 828 женщин). По данным переписи 2009 года, в селе проживало 1319 человек (625 мужчин и 694 женщины).